# Astragalus andersonii
Astragalus andersonii é uma espécie de astrálogo conhecido pelo nome comum de astrálogo de Anderson. É nativa do leste da Califórnia e do oeste de Nevada, onde é encontrada nos planaltos ao pé da Sierra Nevada, incluindo o Planalto Modoc. Foi nomeado após Charles Lewis Anderson por Asa Gray.

## Descrição
Trata-se de uma pequena erva perene que forma uma espessa mancha no solo, cujos caules atingem cerca de 20 centímetros de comprimento máximo. A planta é revestida por pêlos ondulados de cinza denso a branco. As folhas têm até 10 centímetros de comprimento e são compostas por vários folíolos ovais. A inflorescência é uma matriz saliente ou vertical de 12 a 26 flores em forma de ervilha. Cada flor é branca, muitas vezes tingida de roxo ou com veios roxos e tem entre 1 e 2 centímetros de comprimento. A fruta é uma vagem de legume curvada de 1 a 2 centímetros de comprimento.
É revestido por pêlos brancos muito longos e seca em uma textura espessa de papel, os grãos dentro chocalhando com o vento.